# Euxoa arida
Euxoa arida är en fjärilsart som beskrevs av Corti 1933. Euxoa arida ingår i släktet Euxoa och familjen nattflyn. Inga underarter finns listade i Catalogue of Life.